# Vieja Dongola

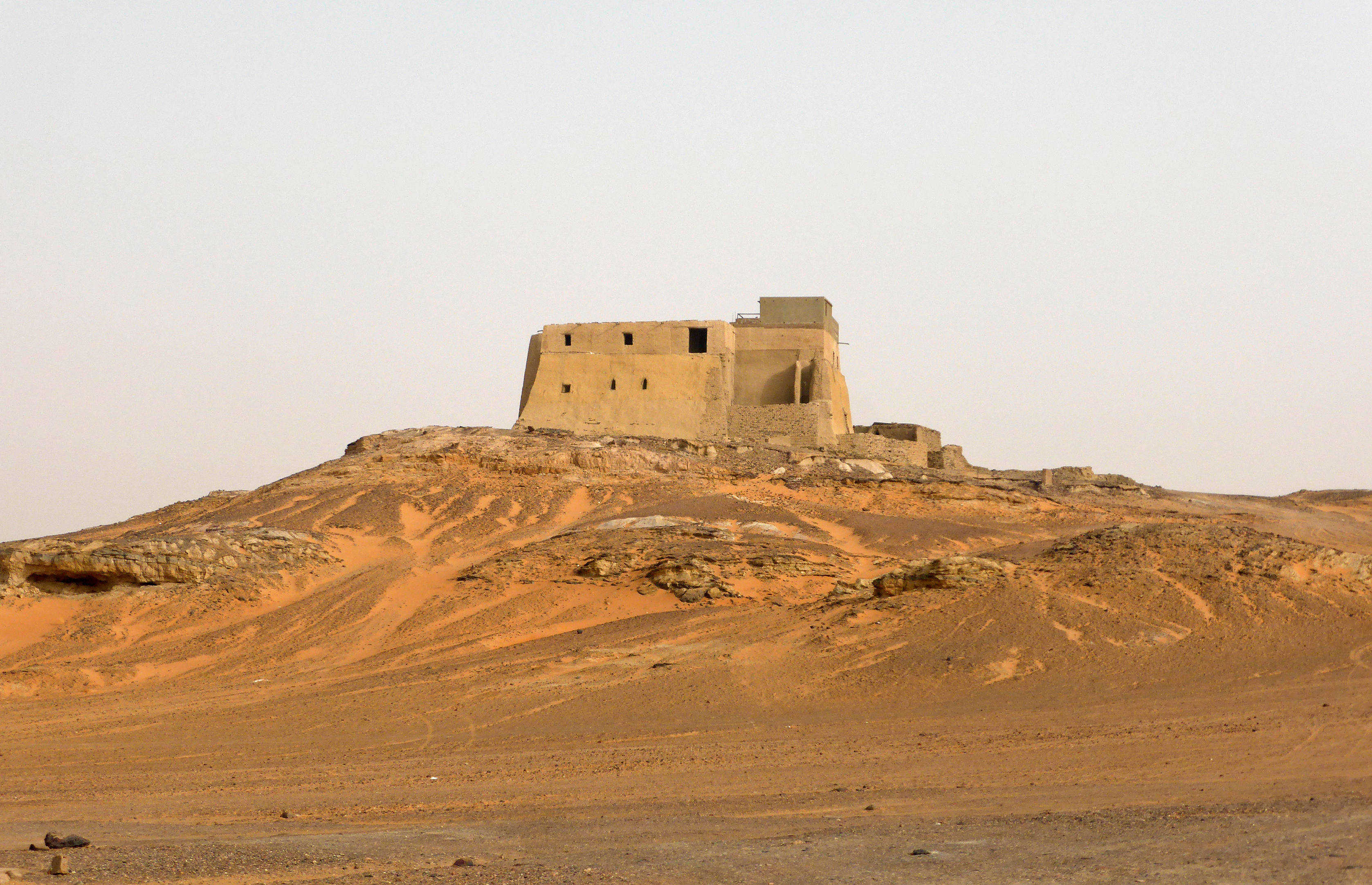
El edificio del salón del trono

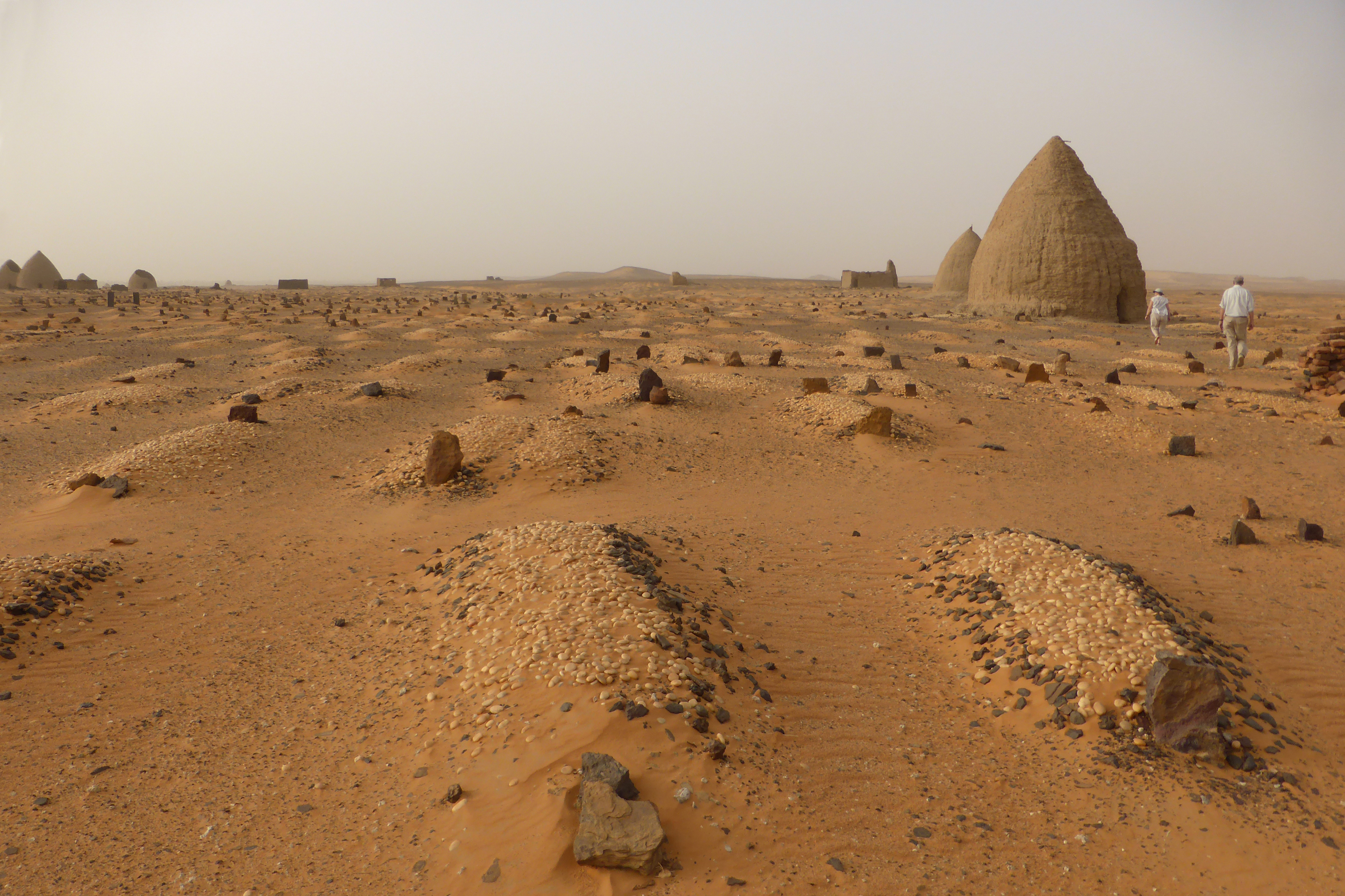
El cementerio islámico con qubbas

Vieja Dongola es una ciudad desierta en el Estado Norte, Sudán, situado en la orilla este del Nilo frente al Wadi Howar. Fue una ciudad importante en la Nubia medieval, y el punto de partida de las caravanas al oeste dirección Darfur y Kordofan. Desde el siglo IV hasta el siglo XIV Vieja Dongola era la capital del estado de Makuria. 
Un equipo arqueológico polaco está excavando la ciudad desde el año 1964.
Durante el siglo XIX el centro urbano de la población se trasladó 80 km río abajo al lado opuesto del Nilo convirtiéndose en la moderna Dongola.

## Historia
Vieja Dongola fue fundada en el siglo V como una fortaleza, pero pronto se desarrolló una ciudad alrededor de ella. Más tarde, con la llegada del cristianismo, se convirtió en la capital de Makuria, y se construyeron varias iglesias. A finales del siglo VII, la iglesia de las columnas de granito fue erigida adornada con 16 columnas de granito, cada una con capiteles de granito ricamente decorados.
El apogeo de Vieja Dongola fue en el siglo X cuando se construyeron la Iglesia Cruciforme. Otros edificios en uso en este momento incluyen muchas otras iglesias, por lo menos dos palacios, y un monasterio. Varias casas estaban bien equipadas y tenían baños y pinturas murales.
El Libro del conocimiento, un cuaderno de viaje compilado por un monje español poco después de 1348, menciona que comerciantes genoveses se habían establecido en Vieja Dongola.
Sin embargo, durante los siglos XIII y XIV la ciudad cayó en decadencia. Bajo el Sultanato de Sennar Vieja Dongola se convirtió en la capital de las provincias del norte.

## Salón del Trono
El salón del Trono es un enorme edificio defensivo de 28 m por 18 m por 12 m situado en un espolón rocoso al este de la fortaleza. Construido en el siglo VIII, contenía el Trono de los reyes de Makuria, que en 1317 se convirtió en mezquita, hecho que se conserva en una estela fundacional erigida por Sayf al-Din Abdullah Barshambu. El salón del Trono en el primer piso se convirtió en una sala de oración. La mezquita permaneció en uso hasta 1969, cuando el edificio fue convertido en monumento histórico.

## Cementerio islámico
Un gran cementerio islámico con numerosas qubbas, erigido en el siglo XVII, atestigua la importancia de Vieja Dongola también en la época pos medieval.